# Julius Ewald
Julius Wilhelm Ewald, född den 3 december 1811 i Berlin, död den 11 december 1891, var en tysk geolog.
Ewald, som var privatlärd, utgav 1864 en geologisk karta i skala 1:100 000 över trakten mellan Magdeburg och Harz samt deltog i utgivandet av Leopold von Buchs skrifter.